# Provinz La Rioja
La Rioja ist eine Provinz im Westen von Argentinien. Die Hauptstadt der Provinz ist die gleichnamige Stadt La Rioja. Der Name geht zurück auf die spanische Provinz La Rioja. Die Provinz umgeben im Norden die Provinz Catamarca, im Osten die Provinz Córdoba, im Süden die Provinz San Luis und im Westen die Provinz San Juan. Außerdem grenzt La Rioja im Westen an Chile.
Der ehemalige Präsident Argentiniens Carlos Menem stammt aus dieser Provinz, er war hier von 1973 bis 1976 und von 1983 bis 1989 Provinz-Gouverneur.

## Geografie
Der gesamte Westen der Provinz gehört zu den Anden und ist mit der chilenischen Región de Atacama über den Paso Peña Negra verbunden. Der zentrale Teil wird von mehreren Gebirgsketten der Sierras Pampeanas geprägt, die in Nord-Süd-Richtung verlaufen. Im Osten findet man weite Ebenen, die zur Dornstrauchsavanne Espinal gehören. Klimatisch ist die Provinz sehr trocken, im Süden befinden sich einige Wüsten und Salzpfannen, ansonsten ist sie vom Monte geprägt. Besonders sehenswert ist der Nationalpark Talampaya, in dem sich mehrere bizarre Felsformationen befinden.

## Bevölkerung
La Rioja ist mit Ausnahme der Umgebung der Provinzhauptstadt nur dünn bevölkert.
Bekannt ist die Provinz dafür, dass hier viele Nachfahren von Einwanderern aus Syrien und dem Libanon leben, der bekannteste Argentinier syrischer Abstammung ist der ehemalige Präsident Carlos Menem. Wichtige Städte sind neben der Provinzhauptstadt La Rioja (210.000 Einwohner) Chilecito (33.000 Einwohner), Chamical (13.000 Einwohner), Aimogasta (12.000 Einwohner) und Chepes (11.000 Einwohner) (Stand: 2010).

## Verwaltungsgliederung
Die Provinz La Rioja ist in 18 Departamentos eingeteilt. Die Verfassung der Provinz wurde 1855 verabschiedet und 1866 modifiziert. Eine neue Verfassung wurde 1986 ausgearbeitet und 1998 und 2002 modifiziert.
Im Unterschied zur Mehrheit der argentinischen Provinzen bilden Departamentos und Municipios eine territoriale und verwaltungsmäßige Einheit.

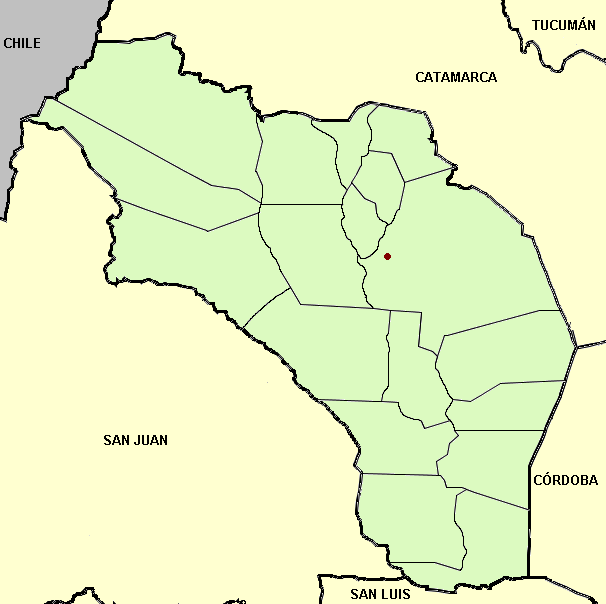
Verwaltungsgliederung der Provinz La Rioja

| Departamento                 | Hauptstadt                 | Fläche in km² | Einwohner (2022) |
| Arauco                       | Aimogasta                  | 01.992        | 016.257          |
| Capital                      | La Rioja                   | 13.638        | 211.651          |
| Castro Barros                | Aminga                     | 01.420        | 005.810          |
| Chamical                     | Chamical                   | 05.549        | 015.666          |
| Chilecito                    | Chilecito                  | 04.846        | 058.798          |
| Famatina                     | Famatina                   | 04.587        | 007.002          |
| General Ángel V. Peñaloza    | Tama                       | 03.106        | 003.185          |
| General Belgrano             | Olta                       | 02.556        | 007.618          |
| General Felipe Varela        | Villa Unión                | 09.184        | 0011.372         |
| General Juan Facundo Quiroga | Malanzán                   | 02.585        | 004.017          |
| General Lamadrid             | Villa Castelli             | 06.179        | 001.886          |
| General Ocampo               | Villa Santa Rita de Catuna | 02.135        | 007.349          |
| General San Martín           | Ulapes                     | 05.034        | 005.019          |
| Independencia                | Patquía                    | 07.120        | 002.401          |
| Rosario Vera Peñaloza        | Chepes                     | 06.114        | 015.783          |
| San Blas de los Sauces       | San Blas                   | 01.590        | 004.314          |
| Sanagasta                    | Villa Sanagasta            | 01.711        | 003.038          |
| Vinchina                     | Villa San José de Vinchina | 11.711        | 002.699          |